# Windows Image Acquisition
Windows Image Acquisition (WIA) (dall'inglese Acquisizione Immagini Windows) è un modello driver e un'interfaccia di programmazione (API) prodotta da Microsoft per i sistemi operativi Windows successivi a Windows Me che permette la comunicazione tra applicazioni e dispositivi di acquisizione di immagini e video, come scanner, fotocamere digitali e videocamere.
È stata introdotta per la prima volta nel 2000 come parte integrante di Windows ME ed è stata integrata come Servizio ad avvio manuale nei sistemi operativi successivi. Si basa sulle API Still Image Architecture (STI) introdotte in Windows 98, che fornivano un'interazione a basso livello con le periferiche di acquisizione. WIA è un framework che consente ad ogni periferica di rendere disponibili le proprie capacità di acquisizione ed alle applicazioni di utilizzarle.
WIA è in diretta competizione con lo standard più diffuso per le periferiche di digitalizzazione, TWAIN, che, nonostante l'età, è ancora lo standard di riferimento.
Rispetto a TWAIN, WIA dovrebbe permettere una maggiore flessibilità per le applicazioni e soprattutto superare il grosso limite di TWAIN, ovvero il legame inscindibile tra driver e interfaccia di acquisizione, che sono in pratica una cosa sola.
Il problema di WIA è la non completa compatibilità con tutti i dispositivi, specialmente quelli più datati, e il mancato supporto ad alcune funzioni come ADF per gli scanner.